# Zachodnie systemy prawne
Zachodnie systemy prawne, europejskie systemy prawne – systemy prawne wykształcone w ramach cywilizacji zachodniej. Na zachodnie systemy prawne składają się zarówno określone instytucje prawne, jak i pewna kultura prawna.
Obecnie istnieją dwie podstawowe rodziny zachodnich systemów prawnych: systemy prawa kontynentalnego (stanowionego) i systemy prawa anglosaskiego. Poprzez procesy kolonializmu i globalizacji wiele elementów i cech zachodnich systemów prawnych upowszechniło się na całym świecie.

## Rodziny zachodnich systemów prawnych
Systemy prawne państw zachodnich dość istotnie różnią się między sobą. W XX wieku dzielono je na trzy rodziny: systemy common law, systemy prawa stanowionego, oraz systemy prawa socjalistycznego. 
Systemy common law obowiązują w Wielkiej Brytanii i w krajach będących niegdyś pod jej panowaniem (Stany Zjednoczone, Australia, Nowa Zelandia). Prawo stanowione pełni w nim mniej istotną rolę. Prawo rozwijane jest w procesie jego stosowania (precedensy prawne).
W systemach prawa stanowionego tworzenie prawa jest zastrzeżone zwykle do działalności centralnych organów. Prawo jest publikowane w pewien sformalizowany sposób, a następnie jest stosowane przez organy publiczne.
Systemy prawa socjalistycznego były systemami prawa funkcjonującymi w państwach socjalistycznych. Ich podstawę stanowiła marksistowska teoria prawa, a cechę charakterystyczną była silna centralizacja i stopienie systemu prawnego z aparatem politycznym. Po zdobyciu władzy w danym kraju przez komunistów dotychczasowy system prawny był przekształcany w system socjalistyczny. Po rozpadzie bloku wschodniego systemy socjalistyczne powróciły do rodziny systemów prawa stanowionego.

### Mieszane systemy prawne
Współcześnie zachodnie systemy prawne funkcjonują również w państwach niezachodnich.
Procesy kolonizacji spowodowały, że w kolonizowanych obszarach wprowadzano instytucje prawne kolonizatorów. Tym samym angielskie common law, francuski Kodeks Napoleona, prawo hiszpańskie czy portugalskie zaczęły obowiązywać na dużych obszarach Afryki, Azji czy Ameryki Południowej. Obok zachodnich instytucji, na niższym poziomie pozostawiono jednak lokalne tradycji prawne (prawo plemienne).
Doprowadziło to do powstania systemów mieszanych, łączących elementy zachodnie z tradycjami lokalnymi. Mimo dekolonizacji byłe państwa kolonialne pozostały w obszarze wpływów zachodnich systemów prawnych. Współcześnie jednak, w wielu tych krajach następuje retradycjonalizacja systemów prawnych.
Mieszane systemy prawne funkcjonują również w niezachodnich krajach nieskolonizowanych, np. w Turcji czy Japonii. Zachodnie instytucje prawne były przez nie przejmowane w procesach modernizacji.
Niemieszanymi systemami prawnymi, jest obecnie większość państw muzułmańskich, w których obowiązuje systemy prawa islamskiego.
Współcześnie wiele zachodnich instytucji prawnych rozprzestrzenia się wraz z procesami globalizacji. W szczególności korporacje transnarodowe przenoszą swoje wzorce organizacyjne czy standardy umów. Wiele instytucji prawnych jest również promowanych przez organizacje międzynarodowe, np. Światową Organizację Handlu lub Międzynarodową Organizację Pracy.

## Charakterystyka zachodniej kultury prawnej
Wielu badaczy wyróżnia szereg cech mających charakteryzować zachodnie systemy prawne. Wymienia się takie cechy jak:
- indywidualizm – podstawowymi podmiotami w prawie są jednostki. To one są nośnikami uprawnień i obowiązków[4].
- racjonalizm – prawo jest praktyką opierającą się na działaniach intelektu. Praktyka prawnicza opiera się na racjonalnej argumentacji. Emocje czy argumenty metafizyczne nie mają znaczenia prawnego. Konsekwencją tego jest sekularyzm zachodniego prawa, czyli rozdzielenie dyskursu prawnego od religijnego[5].
- separacja sfery prawnej i politycznej.[6]
- profesjonalizm[6] – obrotem prawnym zajmują się specjaliści wyszkoleni specjaliści (profesjonalni prawnicy).

Różnice między europejskimi systemami prawnymi są jednak tak duże, że możliwość określenia takiego zestawu cech jest mocno wątpliwa. Same cechy wyróżniające są też mocno dyskusyjne i nieostre. Z tego powodu tożsamość zachodnich systemów prawnych określa się często przez wskazanie ich korzeni.
Swój kształt zachodnie systemy prawne zawdzięczają w dużej mierze: korzeniom w prawie rzymskim (w mniejszym stopniu w przypadku systemów anglosaskich), chrześcijaństwu, a także ideom oświeceniowym.